# Edith Head
Edith Head (San Bernardino, Califòrnia, Estats Units, 28 d'octubre de 1897 - Los Angeles, Califòrnia, 24 d'octubre de 1981) va ser una sastressa estatunidenca de cinema, que va guanyar vuit Oscars al millor vestuari.

## Carrera
Va treballar als estudis Paramount Pictures durant tota la seva carrera. Atreta per Howard Greer, sastre en cap de la Paramount, s'imposà ràpidament als estudis. La seva llarga carrera a Hollywood li va permetre guanyar més Oscars que qualsevol altra dona en la història del cinema.
Edith Head feu aparicions com a actriu a The Oscar de Russell Rouse (1966), i el 1973 a la sèrie Columbo, l'episodi Requiem for a Falling Star, 1973, temporada 2, també amb Anne Baxter), on fa el seu propi paper, i on es veuen els Oscars que ha guanyat, excepte l'últim, guanyat el 1974 per El cop.
Va escriure dos llibres: The Dress Doctor  i How to Dress with Success
Va morir als 84 anys a Los Angeles d'una malaltia de la medul·la òssia.

## Filmografia

### Sastressa
- 1927: Wings
- 1928: The Legion of the Condemned
- 1928: Ladies of the Mob
- 1929: The Saturday Night Kid
- 1932: Love Me Tonight
- 1933: She Done Him Wrong
- 1933: Cradle Song
- 1934: Death Takes a Holiday
- 1934: She Loves Me Not
- 1934: You Belong to Me
- 1936: Till We Meet Again
- 1936: Early to Bed
- 1936: Poppy
- 1936: The Return of Sophie Lang
- 1936: Rhythm on the Range
- 1936: The Texas Rangers
- 1936: Murder with Pictures
- 1936: College Holiday
- 1937: John Meade's Woman
- 1937: Her Husband Lies
- 1937: Waikiki Wedding
- 1937: Turn Off the Moon
- 1937: Souls at Sea
- 1937: Sophie Lang Goes West
- 1937: This Way Please
- 1937: Ebb Tide
- 1937: Blossoms on Broadway
- 1937: Thrill of a Lifetime
- 1937: Wells Fargo
- 1938: Mad About Music
- 1938: The Big Broodcast of 1938
- 1938: Dangerous to Know
- 1938: Her Jungle Love
- 1938: College Swing
- 1938: Coconut Grove
- 1938: Tropic Holiday
- 1938: Men with Wings
- 1938: Give Me a Sailor
- 1938: Spawn of the North
- 1938: If I Were King
- 1938: Artists and Models Abroad
- 1939: Zaza
- 1939: Disbarred
- 1939: Paris Honeymoon
- 1939: King of Chinatown
- 1939: Sudden Money
- 1939: Never Say Die
- 1939: The Gracie Allen Murder Case
- 1939: Invitation to Happiness
- 1939: Man about Town
- 1939: The Magnificent Fraud
- 1939: Beau Geste
- 1939: The Star Maker
- 1939: Honeymoon in Bali
- 1939: The Cat and the Canary
- 1939: The Great Victor Herbert
- 1940: Remember the Night
- 1940: Adventure in Diamonds
- 1940: Road to Singapore
- 1940: Buck Benny Rides Again
- 1940: The Ghost Breakers
- 1940: Safari de Edward H. Griffith
- 1940: The Great McGinty
- 1940: Rhythm on the River
- 1940: The Texas Rangers Ride Again
- 1940: Love Thy Neighbor
- 1941: Life with Henry
- 1941: The Mad Doctor
- 1941: The Lady Eve
- 1941: Road to Zanzibar
- 1941: Caught in the Draft
- 1941: Here Comes Mr. Jordan
- 1941: Kiss the Boys Goodbye
- 1941: Aloma of the South Seas
- 1941: Nothing But the Truth
- 1941: You Belong to Me
- 1941: New York Town
- 1941: Birth of the Blues
- 1941: Skylark
- 1941: Sullivan's Travels
- 1942: The Lady Has Plans
- 1942: The Fleet's In
- 1942: The Remarkable Andrew
- 1942: My Favorite Blonde
- 1942: The Great Man's Lady
- 1942: This Gun for Hire
- 1942: Beyond the Blue Horizon
- 1942: Are Husbands Necessary?
- 1942: The Major and the Minor
- 1942: The Glass Key
- 1942: I Married a Witch
- 1942: Road to Morocco
- 1942: Lucky Jordan
- 1942: Star Spangled Rhythm
- 1942: The Gay Sisters
- 1943: Flesh and Fantasy
- 1943: Young and Willing
- 1943: China
- 1943: Five Graves to Cairo
- 1943: Riding High
- 1943: True to Life
- 1944: The Miracle of Morgan's Creek
- 1944: Standing Room Only
- 1944: The Uninvited
- 1944: Lady in the Dark
- 1944: And the Angels Sing
- 1944: Going My Way
- 1944: Hail the Conquering Hero
- 1944: I Love a Soldier
- 1944: Our Hearts Were Young and Gay
- 1944: Rainhow Island
- 1944: The Great Moment
- 1944: Double Indemnity
- 1944: 'And Now Tomorrow
- 1944: Here Come the Waves
- 1945: The Affairs of Susan
- 1945: You Came Along
- 1945: Out of This World
- 1945: La rossa dels cabells de foc (Incendiary Blonde)
- 1945: Love Letters
- 1945: Hold That Blonde
- 1945: Dies perduts (The Lost Weekend)
- 1945: Masquerade in Mexico
- 1945: The Bells of St. Mary's
- 1945: The Stork Club
- 1946: Road to Utopia
- 1946: To Each His Own
- 1946: The Virginian
- 1946: The Blue Dahlia
- 1946: The Bride Wore Boots
- 1946: My Reputation de Curtis Bernhardt
- 1946: The Strange Love of Martha Ivers
- 1946: Blue Skies
- 1946: Cross My Heart
- 1946: California
- 1947: The Perfect Marriage
- 1947: Morena i perillosa (My Favorite Brunette)
- 1947: Blaze of Noon
- 1947: Ramrod
- 1947: L'altre amor (The Other Love)
- 1947: Dear Ruth
- 1947: Welcome Stranger
- 1947: The Trouble with Women
- 1947: Desert Fury
- 1947: La noia de varietats (Variety Girl)
- 1947: Wild Harvest
- 1947: Where There's Life
- 1947: Road to Rio
- 1947: Les dues senyores Carroll (The Two Mrs. Carrolls)
- 1948: I Walk Alone
- 1948: Saigon
- 1948: The Big Clock
- 1948: The Emperor Waltz
- 1948: The Sainted Sisters
- 1948: Dream Girl
- 1948: A Foreign Affair
- 1948: Beyond Glory
- 1948: Sorry, Wrong Number
- 1948: Isn't It Romantic?
- 1948: Night Has a Thousand Eyes
- 1948: June Bride
- 1948: Miss Tatlock's Millions
- 1949: La culpa (The Accused)
- 1949: My Own True Love
- 1949: A Connecticut Yankee in King Arthur's Court
- 1949: Manhandled
- 1949: El gran Gatsby (The Great Gatsby)
- 1949: Rope of Sand
- 1949: My Friend Irma
- 1949: The Heiress
- 1949: Red, Hot and Blue
- 1949: Beyond the Forest
- 1949: Samson and Delilah
- 1949: The Great Lover
- 1949: My Foolish Heart
- 1950: The File on Thelma Jordon
- 1950: No Man of Her Own
- 1950: Riding High
- 1950: My Friend Irma Goes West
- 1950: Sunset Blvd.
- 1950: The Furies
- 1950: September Affair
- 1950: Dark City
- 1950: Copper Canyon
- 1950: Let's Dance
- 1950: Marcat a foc (Branded)
- 1950: All about Eve
- 1951: The Lemon Drop Kid
- 1951: The Last Outpost
- 1951: Dear Brat
- 1951: That's My Boy
- 1951: Ace in the Hole
- 1951: Peking Express
- 1951: Darling, How Could You!
- 1951: A Place in the Sun
- 1951: Rhubarb
- 1951: When Worlds Collide
- 1951: Here Comes the Groom
- 1951: Detective Story
- 1951: Silver City
- 1951: My Favorite Spy
- 1952: The Greatest Show on Earth
- 1952: Sailor Beware
- 1952: Something to Live For
- 1952: Aaron Slick from Punkin Crick
- 1952: My Son John
- 1952: The Atomic City
- 1952: Denver and Rio Grande
- 1952: Jumping Jacks
- 1952: Carrie
- 1952: Somebody Loves Me
- 1952: Just for You
- 1952: The Turning Point
- 1952: Road to Bali
- 1952: Come Back, Little Sheba
- 1953: Tropic Zone
- 1953: Off Limits
- 1953: The Stars Are Singing
- 1953: The Girls of Pleasure Island
- 1953: Arrels profundes (Shane)
- 1953: Scared Stiff
- 1953: Sangaree
- 1953: The Vanquished
- 1953: Pony Express
- 1953: Houdini
- 1953: Foguera d'odis (Arrowhead)
- 1953: The Caddy
- 1953: La guerra dels mons
- 1953: Roman Holiday
- 1953: Forever female
- 1953: Little Boy Lost
- 1953: Those Redheads from Seattle
- 1953: Here Come the Girls
- 1953: Money from Home
- 1954: Alaska Seas
- 1954: Jivaro
- 1954: The Naked Jungle
- 1954: Knock on Wood
- 1954: Elephant Walk
- 1954: About Mrs. Leslie
- 1954: Living It Up
- 1954: Rear Window
- 1954: Sabrina
- 1954: Nadal blanc (White Christmas)
- 1954: The Country Girl
- 1954: 3 Ring Circus
- 1954: The Bridges at Toko-Ri
- 1955: Busca el teu refugi (Run for Cover)
- 1955: Horitzons blaus (The Far Horizons)
- 1955: The Seven Little Foys
- 1955: To Catch a Thief
- 1955: You're Never Too Young
- 1955: The Girl Rush
- 1955: The Trouble with Harry
- 1955: The Desperate Hours
- 1955: Lucy Gallant
- 1955: Artists and Models
- 1955: The Rose Tattoo
- 1955: The Court Jester
- 1956: The man who knew too much
- 1956: The Come On
- 1956: The Birds and the Bees
- 1956: The Scarlet Hour
- 1956: Anything Goes
- 1956: That Certain Feeling
- 1956: The Leather Saint
- 1956: The Proud and Profane
- 1956: Pardners
- 1956: The Search for Bridey Murphy
- 1956: Els Deu Manaments (The Ten Commandments)
- 1956: The Mountain
- 1956: Hollywood o res (Hollywood or Bust)
- 1956: The Rainmaker
- 1957: Funny Face
- 1957: Fear Strikes Out
- 1957: Gunfight at the O.K. Corral
- 1957: The Delicate Delinquent
- 1957: Beau James
- 1957: The Joker Is Wild
- 1957: Short Cut to Hell
- 1957: The Devil's Hairpin
- 1957: La llei dels forts (Three Violent People)
- 1957: The Tin Star
- 1957: Hear Me Good
- 1957: El recluta (The Sad Sack)
- 1957: Wild Is the Wind
- 1958: Vertigen (D'entre els morts) (Vertigo)
- 1958: Teacher's Pet
- 1958: St. Louis Blues
- 1958: Hot Spell
- 1958: King Creole
- 1958: Rock-a-Bye Baby
- 1958: The Matchmaker
- 1958: The Black Orchid
- 1958: As Young as We Are
- 1958: The Geisha Boy
- 1958: Houseboat
- 1958: Maracaibo
- 1958: El bucaner (The Buccaneer)
- 1959: The Trap
- 1959: Alias Jesse James
- 1959: The Five Pennies
- 1959: That Kind of Woman
- 1959: Don't Give Up the Ship
- 1959: Milionari d'il·lusions (A Hole in the Head)
- 1959: L'últim tren de Gun Hill (Last Train from Gun Hill)
- 1959: But Not for Me
- 1959: Career
- 1960: El pistoler de Cheyenne (Heller in Pink Tights)
- 1960: Un marcià a Califòrnia (Visit to a Small Planet)
- 1960: Perduts a la gran ciutat (The Rat Race)
- 1960: G.I. Blues
- 1960: El ventafocs (Cinderfella)
- 1960: Pepe
- 1960: The Facts of Life
- 1961: Obra d'una nit (All in a Night's Work) de Joseph Anthony
- 1961: On the Double
- 1961: The Pleasure of His Company
- 1961: The Ladies Man
- 1961: Love in a Goldfish Bowl
- 1961: Man-Trap
- 1961: Too Late Blues
- 1961: Summer and Smoke
- 1961: Blue Hawaii
- 1961: The Errand Boy
- 1962: Els ocells (The Birds)
- 1962: La meva dolça geisha (My Geisha)
- 1962: The Counterfeit Traitor
- 1962: L'home que va matar Liberty Valance (The Man Who Shot Liberty Valance)
- 1962: Escape from Zahrain
- 1962: Hatari (Hatari!)
- 1962: Girls! Girls! Girls!
- 1962: It'$ Only Money
- 1962: Trampa al meu marit (Who's got the action ?)
- 1962: A Girl Named Tamiko
- 1963: Papa's Delicate Condition
- 1963: My Six Loves
- 1963: Critic's Choice
- 1963: Hud
- 1963: El professor guillat (The Nutty Professor)
- 1963: Come Blow Your Horn
- 1963: La taverna de l'irlandès (Donovan's Reef)
- 1963: Wives and Lovers
- 1963: Samantha (A New Kind of Love)
- 1963: Fun in Acapulco
- 1963: Who's Minding the Store?
- 1963: Who's Been Sleeping in My Bed?
- 1963: Love with the Proper Stranger
- 1963: I Could Go On Singing
- 1964: L'esport favorit de l'home (Man's Favorite Sport?)
- 1964: The Carpetbaggers
- 1964: Mr. and Mrs. (TV)
- 1964: The Patsy
- 1964: A House Is Not a Home
- 1964: Where Love Has Gone
- 1964: Roustabout
- 1964: The Disorderly Orderly
- 1964: Sex and the Single Girl
- 1964: The Yellow Rolls-Royce
- 1965: 36 Hours
- 1965: Sylvia  de Gordon Douglas
- 1965: Who Has Seen the Wind? (TV)
- 1965: Love Has Many Faces
- 1965: John Goldfarb, Please Come Home
- 1965: La batalla dels turons del whisky (The Hallelujah Trail)
- 1965: Harlow
- 1965: The Sons of Katie Elder
- 1965: The Family Jewels
- 1965: Red Line 7000
- 1965: Boeing (707)
- 1965: The Slender Thread
- 1966: The Oscar
- 1966: The Last of the Secret Agents?
- 1966: Paradise, Hawaiian Style
- 1966: Propietat condemnada (This Property Is Condemned), de Sydney Pollack
- 1966: Penelope
- 1966: The Swinger
- 1966: El Dorado
- 1967: Warning Shot
- 1967: Easy Come, Easy Go
- 1967: Descalços pel parc (Barefoot in the Park)
- 1967: The Caper of the Golden Bulls
- 1968: The Secret War of Harry Frigg
- 1968: Blue
- 1968: Què hi ha de dolent a ser feliç? (What's So Bad About Feeling Good?) de George Seaton
- 1968: In Enemy Country
- 1968: The Pink Jungle
- 1968: House of Cards
- 1968: Hellfighters
- 1969: Sweet Charity
- 1969: Winning
- 1969: Eye of the Cat
- 1969: The Lost Man
- 1969: Topaz
- 1969: La vall del fugitiu (Tell Them Willie Boy Is Here)
- 1970: Storia di una donna
- 1970: Airport
- 1970: Skullduggery
- 1970: Colossus: The Forbin Project
- 1971: Casta invencible (Sometimes a Great Notion)
- 1971: Red Sky at Morning
- 1972: The Screaming Woman (TV)
- 1972: Pete i Tillie (Pete 'n' Tillie)
- 1972: The Life and Times of Judge Roy Bean
- 1973: Cara a cara (Showdown)
- 1973: Casa de nines (A Doll's House)
- 1973: Dimecres de cendra (Ash Wednesday)
- 1973: The Don Is Dead
- 1973: El cop (The Sting)
- 1975: The Great Waldo Pepper
- 1975: L'home que volia ser rei (The Man Who Would Be King)
- 1976: Gable and Lombard
- 1976: W.C. Fields and Me
- 1976: The Blue Bird
- 1976: Family Plot, la trama (Family Plot)
- 1976: Amelia Earhart (TV)
- 1976: The Disappearance of Aimee (TV)
- 1977: Airport '77
- 1977: Sex and the Married Woman (TV)
- 1977: Sunshine Christmas (TV)
- 1978: Sextette
- 1978: Olly, Olly, Oxen Free
- 1978: Donetes (Little Women) (TV)
- 1978: The Big Fix
- 1978: Return Engagement (TV)
- 1979: Women in White (TV)
- 1980: The Last Married Couple in America
- 1982: Dead Men Don't Wear Plaid

### com a actriu
- 1966: The Oscar de Russell Rouse
- 1973: Requiem for a Falling Star, episodi de Columbo, temporada 2, on fa el seu propi paper.

## Premis

### Premi Oscar
| Any  | Premi                                 | Pel·lícula                                                                                     | Resultat  |
| ---- | ------------------------------------- | ---------------------------------------------------------------------------------------------- | --------- |
| 1948 | Millor vestuari color                 | The Emperor Waltz (juntament amb Gile Steele)                                                  | Nominat   |
| 1949 | Millor vestuari blanc i negre         | The Heiress (juntament amb Gile Steele)                                                        | Guanyador |
| 1950 | Millor vestuari color                 | Samson and Delilah (juntament amb Gile Steele, Elois Jenssen, Dorothy Jeakins i Gwen Wakeling) | Guanyador |
| 1950 | Millor vestuari blanc i negre         | Tot sobre Eva (juntament amb Charles Le Maire )                                                | Guanyador |
| 1951 | Millor vestuari blanc i negre         | A Place in the Sun                                                                             | Guanyador |
| 1952 | Millor vestuari color                 | L'espectacle més gran del món (juntament amb Dorothy Jeakins i Miles White)                    | Nominat   |
| 1952 | Millor vestuari blanc i negre         | Carrie                                                                                         | Nominat   |
| 1953 | Millor vestuari blanc i negre         | Vacances a Roma                                                                                | Guanyador |
| 1954 | Millor vestuari blanc i negre         | Sabrina                                                                                        | Guanyador |
| 1955 | Millor vestuari color                 | To Catch a Thief                                                                               | Nominat   |
| 1955 | Millor vestuari blanc i negre         | The Rose Tattoo                                                                                | Nominat   |
| 1956 | Millor vestuari color                 | Els Deu Manaments (juntament amb Ralph Jester, John Jensen, Dorothy Jeakins i Arnold Friberg)  | Nominat   |
| 1956 | Millor vestuari blanc i negre         | The Proud and Profane                                                                          | Nominat   |
| 1957 | Millor vestuari                       | Funny Face (juntament amb Hubert de Givenchy)                                                  | Nominat   |
| 1958 | Millor vestuari blanc i negre o color | El bucaner (juntament amb Ralph Jester i John Jensen)                                          | Nominat   |
| 1959 | Millor vestuari color                 | The Five Pennies                                                                               | Nominat   |
| 1959 | Millor vestuari blanc i negre         | Career                                                                                         | Nominat   |
| 1960 | Millor vestuari color                 | Pepe                                                                                           | Nominat   |
| 1960 | Millor vestuari blanc i negre         | The Facts of Life (juntament amb Edward Stevenson)                                             | Guanyador |
| 1961 | Millor vestuari color                 | Pocketful of Miracles (juntament amb Walter Plunkett)                                          | Nominat   |
| 1962 | Millor vestuari color                 | La meva dolça geisha                                                                           | Nominat   |
| 1962 | Millor vestuari blanc i negre         | L'home que va matar Liberty Valance                                                            | Nominat   |
| 1963 | Millor vestuari color                 | Samantha                                                                                       | Nominat   |
| 1963 | Millor vestuari blanc i negre         | Love with the Proper Stranger                                                                  | Nominat   |
| 1963 | Millor vestuari blanc i negre         | Wives and Lovers                                                                               | Nominat   |
| 1964 | Millor vestuari color                 | What a Way to Go! (juntament amb Moss Mabry)                                                   | Nominat   |
| 1964 | Millor vestuari blanc i negre         | A House Is Not a Home                                                                          | Nominat   |
| 1965 | Millor vestuari color                 | La rebel (juntament amb Bill Thomas)                                                           | Nominat   |
| 1965 | Millor vestuari blanc i negre         | The Slender Thread                                                                             | Nominat   |
| 1966 | Millor vestuari color                 | The Oscar                                                                                      | Nominat   |
| 1969 | Millor vestuari                       | Sweet Charity                                                                                  | Nominat   |
| 1970 | Millor vestuari                       | Airport                                                                                        | Nominat   |
| 1973 | Millor vestuari                       | El cop                                                                                         | Guanyador |
| 1975 | Millor vestuari                       | L'home que volia ser rei                                                                       | Nominat   |
| 1977 | Millor vestuari                       | Airport '77 (juntament amb Burton Miller)                                                      | Nominat   |

### Premi BAFTA
| Any  | Premi           | Pel·lícula               | Resultat |
| ---- | --------------- | ------------------------ | -------- |
| 1975 | Millor vestuari | L'home que volia ser rei | Nominat  |